# فاطمه مهرعلی‌اوا
فاطمه مهرعلی‌اوا (ترکی آذربایجانی: Fatma Yusif qızı Mehrəliyeva; ۴ ژوئن ۱۹۲۶ – ۴ ژانویهٔ ۲۰۰۰) خواننده و بازیگر آذربایجانی دریافت کننده لقب افتخاری هنرمند افتخاری آذربایجان شوروی بود.

## زندگی
فاطمه مهرعلی‌اوا ۴ ژوئن سال ۱۹۲۶ در شهر قبه آذربایجان چشم به جهان گشود. در سنین حدود ۳–۴ سالگی مادرش را از دست داد و عمه اش «اسماگل» او را بزرگ کرد. در کلاسهای موسیقی در دبیرستان علاقه شدیدی به آوازخوانی از خود نشان می‌داد که این امر نیز سبب شد آموزگارانش او را برای حضور در یک جشنواره موسیقی به باکو بفرستند.
اجرای یک آهنگ فولک موسوم به «سیب سفید قبه» توسط فاطمه مهرعلی‌اوا ۱۱ ساله در آن جشنواره مورد توجه عزیر حاجی‌بیگف قرار گرفت. وی کمک‌های فروانی به فاطمه مهرعلی‌اوا کرد تا آموزش موسیقی ببیند.

## فعالیت
فاطمه مهرعلی‌اوا فعالیت‌های آوازخوانی خود را در سال ۱۹۴۰ و در گروه موسیقی «دختران آهنگ‌ساز» آغاز نمود و بعد از مدتی تک‌خوان این گروه شد. در میان سال‌های ۱۹۴۱ تا ۱۹۴۵ برای سربازان در خط مقدم جبهه جنگ جهانی دوم به آوازخوانی پرداخت. همان آهنگ‌هایی که برای سربازان خوانده بود در صندوق طلای رادیو ملی آذربایجان نهگداری می‌شوند.
در سال ۱۹۴۵، فاطمه مهرعلی‌اوا نقش «تلی» را در فیلم آرشین مال آلان ایفا کرد.
در سال ۱۹۵۶ از فاطمه مهرعلی‌اوا با اهدای لقب افتخاری هنرمند افتخاری آذربایجان شوروی تقدیر به عمل آمد.
به گفته نزدیکانش، فاطمه مهرعلی‌اوا در اوایل دهه ۱۹۹۰ از خوانندگی فاصله گرفت. وی در ۴ ژانویه سال ۲۰۰۰ در باکو درگذشت.

## بازیگری
- آرشین مال آلان - ۱۹۴۵
- زندگی عزیر - ۱۹۸۱